# Golden Boy Promotions
La Golden Boy Promotions, Inc. è una società dedicata alla promozione di incontri di pugilato, fondata dal campione in sei divisioni di peso Óscar de la Hoya, quest'ultimo conosciuto con il soprannome di Golden Boy. De la Hoya è l'azionista di maggioranza della compagnia, e tra i suoi comproprietari vi sono figure anch'esse legate al mondo della boxe come Bernard Hopkins, Joseph Ochoa e Ricky Hatton.
Il polo manageriale boxistico è stato fondato da Óscar de la Hoya a Los Angeles nel 2002, il che lo ha reso il primo ispanico a possedere una compagnia promozionale di pugilato. Nel 2006, al quarto anno di attività, la Golden Boy Promotions ha guadagnato una cifra record di oltre 2 milioni di vendite in pay-per-view. Sin da allora, si è contraddistinta come una delle più note e rispettate promozioni del mondo della boxe, offrendo incontri in tutti gli Stati Uniti d'America e su canali sportivi come HBO, HBO Latino, Showtime, Telefutura ed ESPN. Per i match di maggiore rilevanza, la Golden Boy Promotions ha avviato collaborazioni con altre promozioni come la Top Rank Boxing, Main Events, Gary Shaw Productions e Lou Dibella.
La Golden Boy Promotions produce inoltre il reality show televisivo statunitense Fight Night Club, in collaborazione con la DeWalt Tools e la AEG. Lo show nasce con lo scopo di promuovere pugili professionisti che ancora non sono riusciti ad arrivare alla ribalta. Gli eventi si svolgono presso il Club Nokia di Los Angeles e sono trasmessi su Fox Sports Net.